# GeoNames

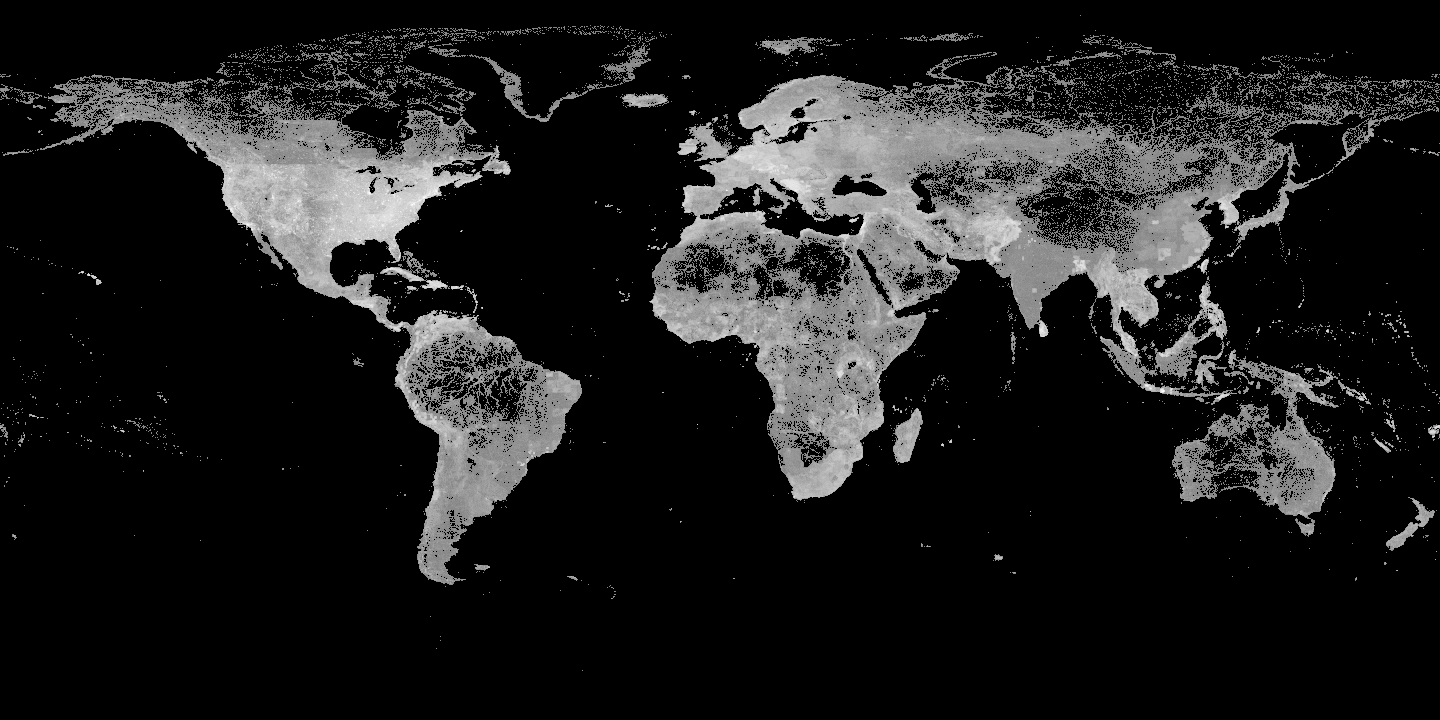
La densité des données géolocalisées

GeoNames est une base de données géographiques gratuite et accessible par Internet sous une licence Creative Commons. L'interface est de type wiki et les utilisateurs peuvent ajouter des données, les améliorer ou corriger les données présentes.

## Base de données et services Internet
La base de données contient plus de 25 millions de noms géographiques qui correspondent à plus de 11 millions de lieux existants. Ces noms sont classés en 9 catégories et 645 sous-catégories. Des données comme la latitude, la longitude, l'altitude, la population, la subdivision administrative, le code postal sont disponibles en plusieurs langues pour chaque emplacement.
Les coordonnées géographiques sont basées sur le système de coordonnées WGS 84 (World Geodetic System 1984).
Les informations sont accessibles gratuitement par une interface Internet. Il est possible de trouver des lieux en fonction d'un code postal ou à proximité d'un endroit donné et de trouver des liens vers l'article Wikipédia correspondant.

## Intégrationweb sémantique
Chaque caractéristique de GeoNames est représentée comme une ressource web identifiée par un identifiant URI stable. Cet identifiant URI offre l'accès, au travers de transfert d'informations, à une page wiki en HTML ou à une description de ressources RDF du caractère en utilisant le dialecte GeoNames.
Ce dialecte décrit les propriétés des caractères GeoNames en utilisant le OWL. Les classes et les codes sont par ailleurs décrits dans le langage SKOS. Au travers des URL des articles Wikipédia liés à la description RDF, les données GeoNames sont reliées aux données DBpedia et autres données RDF.

## Interfaces de programmation
- Java
- Drupal
- Perl
- Lisp
- Ruby
- Python
- Python (geopy)
- PHP